# Купуния, Жужуна Джуруевна
Жужуна Джуруевна Купуния (1927 год, село Ахалсопели, Зугдидский уезд, ССР Грузия) — колхозница колхоза имени Берия Зугдидского района, Грузинская ССР. Герой Социалистического Труда (1951).

## Биография
Родилась в 1927 году в крестьянской семье в селе Ахалсопели Зугдидского уезда. Младшая сестра Героя Социалистического Труда Ариадны Джуруевны Купуния. В послевоенные годы трудилась рядовой колхозницей на чайной плантации колхоза имени Берия (с 1953 года — колхоз имени Ленина) Зугдидского района.
В 1950 году собрала 6297 килограмма сортового зелёного чайного листа на участке площадью 0,5 гектара. Указом Президиума Верховного Совета СССР от 1 сентября 1951 года удостоена звания Героя Социалистического Труда за «получение в 1950 году высоких урожаев сортового зелёного чайного листа и винограда» с вручением ордена Ленина и золотой медали «Серп и Молот» (№ 6178).
Этим же указом званием Героя Социалистического Труда были награждены бригадир Шалва Дзукуевич Чургулия, звеньевой Бабуши Самсонович Купуния, колхозницы Домника Ерастовна Бебурия, София Максимовна Давитаия, Феня Петровна Купуния, Дуня Петровна Макацария, Лонди Александровна Пажава, Люба Датаевна Сахокия, Валентина Ивановна Срибнова и Шура Теймуразовна Чачуа.
После выхода на пенсию проживала в родном селе Ахалсопели Зугдидского района.
Награды
- Герой Социалистического Труда
- Орден Ленина
- Орден Трудового Красного Знамени (29.08.1949)